# Acerentomidae
Famille
Les Acerentomidae sont une famille de protoures.

## Liste des genres
Selon Szeptycki, 2007
- Berberentulinae Yin, 1983
  - Acerentuloides Ewing, 1921
  - Acerentulus Berlese, 1908
  - Amazonentulus Yin, 1989
  - Amphientulus Tuxen, 1981
  - Andinentulus Tuxen, 1984
  - Australentulus Tuxen, 1967
  - Baculentulus Tuxen, 1977
  - Berberentulus Tuxen, 1963
  - Bolivaridia Bonet, 1942
  - Brasilentulus Nosek, 1973
  - Brasilidia Nosek, 1973
  - Chosonentulus Imadaté & Szeptycki, 1976
  - Delamarentulus Tuxen, 1963
  - Gracilentulus Tuxen, 1963
  - Kenyentulus Tuxen, 1981
  - Madagascaridia Nosek, 1978
  - Maderentulus Tuxen, 1963
  - Najtentulus Szeptycki & Weiner, 1997
  - Neobaculentulus Yin, 1984
  - Notentulus Yin, 1989
  - Podolinella Szeptycki, 1995
  - Polyadenum Yin, 1980
  - Proacerella Bernard, 1975
  - Silvestridia Bonet, 1942
  - Tasmanentulus Tuxen, 1986
  - Tuxenidia Nosek & Cvijovic, 1969
  - Vindobonella Szeptycki & Christian, 2001
  - Yinentulus Tuxen, 1986
  - Zangentulus Yin, 1983
- Acerentominae Silvestri, 1907
  - Acerentomon Silvestri, 1907
  - Filientomon Rusek, 1974
  - Fjellbergella Nosek, 1978
  - Huashanentulus Yin, 1980
  - Orinentomon Yin & Xie, 1993
  - Sugaentulus Imadaté, 1978
  - Tuxenentulus Imadaté, 1974
  - Wenyingia Imadaté, 1986
  - Yamatentomon Imadaté, 1964
  - Yichunentulus Yin, 1980
- Nipponentominae Yin, 1983
  - Alaskaentomon Nosek, 1977
  - Callientomon Yin, 1980
  - Imadateiella Rusek, 1974
  - Nanshanentulus Bu & Yin, 2007
  - Nienna Szeptycki, 1988
  - Nipponentomon Imadaté & Yosii, 1959
  - Noldo Szeptycki, 1988
  - Nosekiella Rusek, 1974
  - Paracerella Imadaté, 1980
  - Verrucoentomon Rusek, 1974
  - Vesiculentomon Rusek, 1974
  - Yavanna Szeptycki, 1988
- Acerellinae Yin, 1983
  - Acerella Berlese, 1909

## Référence
- Silvestri, 1907 : Descrizione di un novo genere d'insetti apterigoti rappresentante di un novo ordine. Bollettino del Laboratorio di Zoologia Generale e Agraria della Facoltà Agraria in Portici, vol. 1, p. 296–311.